# Akbarpur
Akbarpur es una ciudad y tehsil situada en el distrito de Ambedkar Nagar en el estado de Uttar Pradesh (India). Su población es de 111594 habitantes (2011). 

## Geografía
Akbarpur está situada a orillas del río Tamsa (también conocido como el río Tons). El río Tamsa divide la ciudad de Ambedkarnagar en dos partes, Akbarpur y Shahzadpur, siendo esta última el centro comercial de la ciudad.

## Demografía
Según el  censo de 2011 la población de Akbarpur era de 111594 habitantes, de los cuales 57330 eran hombres y 54117 eran mujeres. Akbarpur tiene una tasa media de alfabetización del 64,6%, superior a la media nacional del 59,5%: la alfabetización masculina es del 70,9%, y la alfabetización femenina del 58,1%.